# Tsapourniá (ort i Grekland)
Tsapourniá är en ort i Grekland.   Den ligger i prefekturen Nomós Larísis och regionen Thessalien, i den centrala delen av landet, 270 km nordväst om huvudstaden Aten. Tsapourniá ligger 843 meter över havet och antalet invånare är 230.
Terrängen runt Tsapourniá är huvudsakligen kuperad, men österut är den platt. Runt Tsapourniá är det ganska glesbefolkat, med 36 invånare per kvadratkilometer. Närmaste större samhälle är Sérvia, 15,4 km norr om Tsapourniá. 